# Wały (powiat nidzicki)
Wały (dawniej niem. Wallendorf) – wieś w Polsce położona w województwie warmińsko-mazurskim, w powiecie nidzickim, w gminie Nidzica.
Do 1954 roku siedziba gminy Wały. W latach 1975–1998 miejscowość należała administracyjnie do województwa olsztyńskiego.
Biegnące niegdyś kilkadziesiąt kilometrów, a dziś zachowane jedynie na terenach leśnych wały jeszcze w 1945 roku stanowiły granicę między Prusami i Mazowszem.Wznoszono je od XI do XIII wieku.Miały za zadanie chronic granicę północnego Mazowsza.
Zobacz też: Wały, Wały A, Wały B, Wałycz, Wałyczyk